# Juan Carlos Galván
Juan Carlos Galván (Buenos Aires, 26 de junio de 1932-30 de enero de 2015), cuyo nombre completo era Juan Carlos García Galván fue un primer actor argentino de teatro, cine y televisión. Era padre de la actriz Fabiana García Lago y cuñado de la primera actriz Virginia Lago.

## Carrera
Juan Carlos Galván fue un primer actor argentino iniciado en teatro a mediados de los años cincuenta. Su carrera abarcó tanto el cine como la pantalla chica siempre con roles de reparto o papeles principales. Además de actor de carácter, fue también un gran comediante.
En su vasta participaciones cinematográficas contó con unos 30 filmes con títulos desde 1958, entre ellos,
Hombre de la esquina rosada,
Los inocentes,
Venus perseguida,
Humo de marihuana,
Don Segundo Sombra,
Santos Vega e
Igualita a mí.
Su incursión en la escena nacional argentina se la debe en gran parte al actor Luis Mottura, su descubridor.
En 2004 el actor había sido distinguido por el Senado de la Nación y la Asociación Argentina de Actores con el Premio Podestá a la Trayectoria Honorable.
El actor Juan Carlos Galván murió el viernes 30 de enero de 2015 a los 83 años.

## Obras

### Cine[2][3]
- 1955: Cuando los duendes cazan perdices, como el jugador en el vestuario que acompaña a Malvina Pastorino a la secretaría del club.
- 1956: El hombre virgen
- 1958: Hay que bañar al nene, como Alberto; con Nelly Meden, Elcira Olivera Garcés, Cristina Berys, Gilda Lousek.
- 1959: Del cuplé al tango, con Virginia Luque, Tito Lusiardo, Osvaldo Miranda, Orlando Marconi, René Jolivet, José Comellas, Rodolfo Salerno, Roberto Bordoni, Gloria Ugarte, Cristina Berys.
- 1960: Los acusados, como Salvador; con Silvia Legrand, Mario Soffici, Virginia Romay, Mario Danesi, Osvaldo Terranova, Héctor Gancé, Enrique Kossi. Juan Carlos Galván y Mario Soficci (1900-1977) en la película Los Acusados (1960).

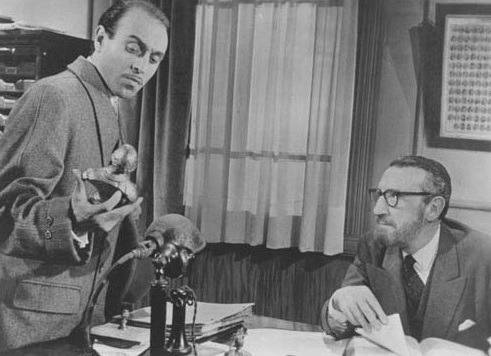
Juan Carlos Galván y Mario Soficci (1900-1977) en la película Los Acusados (1960).

- 1962: Hombre de la esquina rosada, como Juan.
- 1962: Propiedad.
- 1963: La fin del mundo.
- 1963: Los inocentes.
- 1964: Venus perseguida.
- 1966: Pampa salvaje, como Isidro.
- 1968: Humo de marihuana, como Marco.[4]
- 1969: El salame.
- 1969: Invasión, como el jefe de otro grupo invasor.
- 1969: Don Segundo Sombra.
- 1969: Kuma Ching, como médico.
- 1970: Gitano, como Antonio.
- 1971: Santos Vega.
- 1974: Un viaje de locos, como Ludovico; con Antonio Gasalla, Carlos Perciavalle, Taryn Power, Claudia de Colombia y elenco.
- 1977: Hay que parar la delantera.
- 1977: El gordo catástrofe.
- 1984: Todo o nada, como el Nene.
- 1986: En busca del brillante perdido.
- 1987: Galería del terror, dirigida por Enrique Carreras.[5]
- 2003: Sueños atómicos.
- 2004: Madrileña bonita.
- 2004: Costo argentino (episodio «Una de vaqueros»), cortometraje.
- 2004: Chiche bombón, como el hombre del comité.[6]
- 2010: Igualita a mí, como Tony.
- 2011: La sublevación.

### Teatro
- 1957: El zoo de cristal, junto con el grupo juvenil "Los Cuatro", integrado junto con Norma Aleandro, Olga Berg y Luis Medina Castro. Dirigido por David Stivel.
- 1960: Una lamentable equivocación del banco, en el Teatro Nacional, con Dolores del Río, Silvia Montanari, Fernando Labat, Ignacio Quirós, Antonia Herrero, Pedro Quartucci, Mariano Vidal Molina y Delfy Miranda.
- La malquerida con Naty Mistral y Carlos Estrada.
- De sabios... y de locos o Clínica con música, con Antonio Gasalla y Juan Carlos Galván.[7][8]
- Gala de Navidad, con Fabio Aste, Stella Maris Closas, Juan Carlos Galván, Miguel Jordán, Virginia Lago, Erika Wallner.
- 2002: La clase del Marqués de Sade, con Juan Carlos Galván, Alejandra Rubio, Mario Alarcón, José María López, Verónica Piaggio, Aníbal Guiser y Patricia Rey. Dirección: Rubens Correa y Javier Margulis.[9]
- 2009: El nieto de Tevie. ¡¿Un bar mitzva en una iglesia?!, de Leonardo Liberman; en el teatro La Comedia. Elenco: Juan Carlos Galván, Stella Maris Closas, Erika Wallner, Mijal, Eliana Liberman y David Liberman. Dirección: Roberto Antier.[10][11][12]

### Televisión
- 1967: Es usted el asesino? (serie de televisión española), episodio 4, personaje de marido de Viva Fiamma
- 1968: El mundo del espectáculo (serie de televisión), episodio: «Mi prima esta loca».
- 1968: El premio (serie de televisión), episodio: «El cazador de mosquitos».
- 1968-1972: Matrimonios y algo más.[13]
- 1973: Corrientes y Marrone, junto a José Marrone.
- 1976: La Chona superstar (serie de televisión, Chile).
- 1979: Fortín Quieto (miniserie de Argentina)
- 1980: Un ángel en la ciudad (serie de televisión), como Joaquín
- 1982: Juntos (serie de televisión).
- 1985: El pulpo negro, como el detective Marcos de la Hoz.
- 1987-1989: Matrimonios y algo más.[13]
- 1988: Stress
- 1989: La extraña dama, como el sastre don Estier.
- 1991: Regalo del cielo (telenovela) de Juan Carlos Galván, en Canal 9, dirigida por Hugo Moser.[14]
- 1992-1996: Matrimonios y algo más.[13]
- 1994: Más allá del horizonte, como Cañete.
- 1995: Por siempre mujercitas (serie de televisión), como Walter Artigas
- 1996: Como pan caliente (serie de televisión).
- 1999: Vulnerables, como Natalio Muñoz, padre de Alejandra (Sandra Mihanovich).
- 2000: Buenos vecinos.
- 2001: Matrimonios y algo más.[13]
- 2007: Casi ángeles, como Jasper Hantus.